# The Eternal: Kiss of the Mummy
Pour les articles homonymes, voir Eternal.
The Eternal: Kiss of the Mummy (Trance) est un film américain réalisé par Michael Almereyda, sorti en 1998.

## Synopsis
Nora, Jim et leur fils rendent visite à la famille de Nora en Irlande. Très vite, ils se constate que Bill, l'oncle de Nora, a perdu la tête et que des événements paranormaux se produisent.

## Fiche technique
- Titre : The Eternal: Kiss of the Mummy
- Titre original : Trance
- Réalisation : Michael Almereyda
- Scénario : Michael Almereyda
- Production : Mark Amin, David L. Bushell, Andrew Fierberg, Amy Hobby, Laurie Parker et Jay Polstein
- Société de production : Trimark Pictures
- Budget : 4 millions de dollars (3 millions d'euros)
- Musique : Simon Fisher-Turner
- Photographie : Jim Denault
- Montage : Tracy Granger et Steve Hamilton
- Décors : Ginger Tougas
- Costumes : Prudence Moriarty et Laura Jean Shannon
- Pays d'origine : États-Unis
- Format : Couleurs - 1,85:1 - Dolby - 35 mm
- Genre : Horreur
- Durée : 95 minutes
- Dates de sortie : 18 septembre 1998 (festival de Toronto), 6 juillet 1999 (sortie vidéo États-Unis)

## Distribution
- Rachel O'Rourke : Alice
- Lois Smith : Mme Ferriter
- Alison Elliott : Nora / Niamh
- Jared Harris : Jim
- Sinead Dolan : la mère de Nora
- Raina Feig : Nora enfant
- Jason Miller : le docteur
- Jeffrey Goldschrafe : Jim, Jr.
- Paula Malcomson : la barmaid
- Paul Ferriter : Joe / l'amant de Niamh
- Christopher Walken : l'oncle Bill Ferriter
- Niamh Dolan : Niamh, de l'âge du fer
- David Geary : le père de Nora
- Karl Geary : Sean
- Mark Geary : Anlo

## Autour du film
- The Eternal: Kiss of the Mummy est un remake de La Momie réalisé par Karl Freund en 1932.
- La chanson Rockets est interprétée par Cat Power.

## Distinctions
- Prix du meilleur acteur pour Jared Harris et nomination au prix du meilleur film, lors du Festival international du film de Catalogne en 1998.